# کری استیونس
کری استیونس (به انگلیسی: Carrie Stevens) (زاده ۱ می ۱۹۶۹) مدل، بازیگر آمریکایی است.
از فیلم‌های معروف او می‌توان به بازی در فیلم ستاره راک اشاره کرد.